# Chemnitzer Fußballclub 2015-2016
Questa voce raccoglie le informazioni riguardanti il Chemnitzer Fußballclub nelle competizioni ufficiali della stagione 2015-2016.

## Stagione
Nella stagione 2015-2016 il Chemnitz, allenato da Karsten Heine e Sven Köhler, concluse il campionato di 3. Liga al 6º posto. In Coppa di Germania il Chemnitz fu eliminato al primo turno dal Borussia Dortmund.

## Rosa
| N. |                     | Ruolo | Calciatore         |
| -- | ------------------- | ----- | ------------------ |
| 1  | Germania (bandiera) | P     | Marius Gersbeck    |
| 2  | Germania (bandiera) | D     | Jamil Dem          |
| 3  | Germania (bandiera) | D     | Nils Röseler       |
| 4  | Germania (bandiera) | D     | Kevin Conrad       |
| 5  | Germania (bandiera) | D     | Marc Endres        |
| 8  | Germania (bandiera) | D     | Alexander Bittroff |
| 9  | Germania (bandiera) | A     | Anton Fink         |
| 11 | Germania (bandiera) | A     | Daniel Frahn       |
| 13 | Germania (bandiera) | C     | Tim Danneberg      |
| 14 | Germania (bandiera) | D     | Jan Koch           |
| 15 | Germania (bandiera) | D     | Jan Klauke         |
| 18 | Germania (bandiera) | C     | Matti Steinmann    |
| 19 | Germania (bandiera) | C     | Philip Türpitz     |

| N. |                      | Ruolo | Calciatore          |
| -- | -------------------- | ----- | ------------------- |
| 20 | Germania (bandiera)  | D     | Fabian Stenzel      |
| 21 | Germania (bandiera)  | C     | Alexander Dartsch   |
| 22 | Germania (bandiera)  | P     | Kevin Kunz          |
| 23 | Guatemala (bandiera) | D     | Stefano Cincotta    |
| 27 | Germania (bandiera)  | A     | Ronny König         |
| 28 | Germania (bandiera)  | A     | Danny Breitfelder   |
| 29 | Germania (bandiera)  | C     | Tom Baumgart        |
| 30 | Germania (bandiera)  | C     | Marcel Kaffenberger |
| 31 | Germania (bandiera)  | C     | Tom Scheffel        |
| 32 | Germania (bandiera)  | P     | Kevin Tittel        |
| 33 | Nigeria (bandiera)   | C     | Eke Uzoma           |
| 40 | Germania (bandiera)  | C     | Marc Hensel         |

## Organigramma societario
Area tecnica
- Allenatore: Sven Köhler
- Allenatore in seconda: Torsten Bittermann, Ulf Mehlhorn
- Preparatore dei portieri: Holger Hiemann
- Preparatori atletici:

## Calciomercato

### Sessione estiva
| Acquisti | Acquisti            | Acquisti          | Acquisti |
| R.       | Nome                | da                | Modalità |
| -------- | ------------------- | ----------------- | -------- |
| C        | Matti Steinmann     | Amburgo           |          |
| P        | Daniel Batz         | Friburgo          |          |
| A        | Christian Cappek    | Kickers Offenbach |          |
| C        | Alexander Dartsch   | Erzgebirge Aue    |          |
| D        | Jamil Dem           | Hertha Berlino II |          |
| C        | Marcel Kaffenberger | FSV Francoforte   |          |
| A        | Ronny König         | Darmstadt         |          |
| P        | Kevin Kunz          | Sonnenhof G.      |          |
| D        | Alexander Nandzik   | Wehen Wiesbaden   |          |
| C        | Marco Rapp          | Greuther Fürth    |          |
| P        | Kevin Tittel        | Chemnitz II       |          |

| Cessioni | Cessioni               | Cessioni        | Cessioni |
| R.       | Nome                   | a               | Modalità |
| -------- | ---------------------- | --------------- | -------- |
| C        | Marc Lais              | Jahn Ratisbona  |          |
| D        | Nicolai Lorenzoni      | Hessen Kassel   |          |
| C        | Karol Karlik           | Spartak Myjava  |          |
| A        | Sebastian Glasner      | Bayreuth        |          |
| C        | Florian Hansch         | Budissa Bautzen |          |
| C        | Christian Mauersberger | Schalke 04 II   |          |
| P        | Philipp Pentke         | Jahn Ratisbona  |          |
| D        | Dan-Patrick Poggenberg | Duisburg        |          |
| P        | Maximilian Reule       | Wehen Wiesbaden |          |
| A        | Markus Ziereis         | Jahn Ratisbona  |          |

### Sessione invernale
| Acquisti | Acquisti           | Acquisti         | Acquisti |
| R.       | Nome               | da               | Modalità |
| -------- | ------------------ | ---------------- | -------- |
| C        | Eke Uzoma          | Spartak Subotica |          |
| D        | Alexander Bittroff | FSV Francoforte  |          |
| D        | Jan Koch           | Mladá Boleslav   |          |
| P        | Marius Gersbeck    | Hertha Berlino   |          |
| A        | Daniel Frahn       | Heidenheim       |          |

| Cessioni | Cessioni          | Cessioni          | Cessioni |
| R.       | Nome              | a                 | Modalità |
| -------- | ----------------- | ----------------- | -------- |
| C        | Timo Çeçen        | Homburg           |          |
| C        | Marco Rapp        | Kickers Offenbach |          |
| A        | Frank Löning      | Rot-Weiss Essen   |          |
| P        | Daniel Batz       | Elversberg        |          |
| A        | Reagy Ofosu       | Grödig            |          |
| D        | Alexander Nandzik | Jahn Ratisbona    |          |
| A        | Christian Cappek  | Wehen Wiesbaden   |          |
| D        | Marco Kehl-Gómez  | Elversberg        |          |

## Risultati

### 3. Liga

#### Girone di andata
| Aalen 25 luglio 2015, ore 14:00 CEST 1ª giornata | Aalen     | 0 – 0 referto | Chemnitz | Scholz-Arena (6 031 spett.)\| Arbitro: \| Jablonski \| |
| Arbitro:                                         | Jablonski |               |          |                                                        |

| Arbitro: | Storks |

|                 |           |             |
| Fink 47’ (rig.) | Marcatori | 49’ Jänicke |

| Arbitro: | Brand |

|  |           |          |
|  | Marcatori | 76’ Fink |

| Arbitro: | Gerach |

|                                           |           |                              |
| Ofosu 14’ Fink 16’, 72’ (rig.) Löning 83’ | Marcatori | 44’ Schnellhardt 84’ Czichos |

| Arbitro: | Siebert |

|                     |           |  |
| Beck 20’ Brandt 77’ | Marcatori |  |

| Arbitro: | Waschitzki-Günther |

|             |           |  |
| Dartsch 83’ | Marcatori |  |

| Arbitro: | Dingert |

|              |           |  |
| Testroet 52’ | Marcatori |  |

| Arbitro: | Osmers |

|  |           |          |
|  | Marcatori | 71’ Kara |

| Arbitro: | Kornblum |

|                                                   |           |                    |
| Binakaj 50’ Breier 68’ Rizzi 80’ (rig.) Rühle 82’ | Marcatori | 66’ Fink 75’ König |

| Arbitro: | Schlager |

|                      |           |            |
| Fink 19’ Nandzik 34’ | Marcatori | 1’ Tashchy |

| Arbitro: | Schwermer |

|              |           |               |
| Nothnagel 9’ | Marcatori | 87’ Danneberg |

| Arbitro: | Schriever |

|                   |           |            |
| Löning 66’ (rig.) | Marcatori | 61’ Höcher |

| Magonza 17 ottobre 2015, ore 14:00 CEST 13ª giornata | Magonza II | 0 – 0 referto | Chemnitz | Stadion am Bruchweg (1 033 spett.)\| Arbitro: \| Skorczyk \| |
| Arbitro:                                             | Skorczyk   |               |          |                                                              |

| Arbitro: | Winkmann |

|                                  |           |           |
| Conrad 36’ Cincotta 66’ Fink 81’ | Marcatori | 51’ Osawe |

| Arbitro: | Schröder |

|                                                   |           |                  |
| Eggersglüß 22’ Kazior 43’ (rig.) Papunashvili 58’ | Marcatori | 15’ Dem 88’ Fink |

| Arbitro: | Thomsen |

|         |           |                      |
| Fink 8’ | Marcatori | 38’ Wegner 40’ Adler |

| Arbitro: | Huber |

|                                         |           |             |
| Kaffenberger 47’ Danneberg 64’ Fink 81’ | Marcatori | 22’ Pazurek |

| Arbitro: | Perl |

|                         |           |  |
| Álvarez 50’ Sembolo 90’ | Marcatori |  |

| Arbitro: | Schult |

|              |           |  |
| Cincotta 77’ | Marcatori |  |

#### Girone di ritorno
| Arbitro: | Rohde |

|                   |           |             |
| Neumann 2’ (aut.) | Marcatori | 70’ Wegkamp |

| Arbitro: | Heft |

|                |           |  |
| Baumgarten 63’ | Marcatori |  |

| Arbitro: | Osmers |

|                                      |           |  |
| Fink 26’ Frahn 54’, 86’ Baumgart 61’ | Marcatori |  |

| Arbitro: | Sippel |

|                                              |           |                 |
| Lewerenz 10’, 17’, 72’ Fetsch 26’ Evseev 29’ | Marcatori | 9’, 50’ Türpitz |

| Chemnitz 5 febbraio 2016, ore 17:00 CET 24ª giornata | Chemnitz   | 0 – 0 referto | Magdeburgo | Stadion an der Gellertstraße (8 278 spett.)\| Arbitro: \| Willenborg \| |
| Arbitro:                                             | Willenborg |               |            |                                                                         |

| Arbitro: | Schmidt |

|           |           |               |
| Oehrl 41’ | Marcatori | 54’ Danneberg |

| Arbitro: | Fritz |

|                                 |           |                        |
| Hefele 13’ (aut.) Danneberg 85’ | Marcatori | 6’ Aosman 37’ Testroet |

| Arbitro: | Schlager |

|                                        |           |           |
| Bischoff 50’ Grimaldi 75’ Pischorn 79’ | Marcatori | 38’ Frahn |

| Arbitro: | Kempkes |

|  |           |                              |
|  | Marcatori | 69’ Gehring 75’ (rig.) Rizzi |

| Arbitro: | Badstübner |

|           |           |                 |
| Cacau 72’ | Marcatori | 88’ (rig.) Fink |

| Arbitro: | Reichel |

|  |           |               |
|  | Marcatori | 27’ Benatelli |

| Arbitro: | Meyer |

|  |           |                       |
|  | Marcatori | 61’ Dem 72’ Danneberg |

| Arbitro: | Skorczyk |

|                                                     |           |           |
| Dem 3’ Conrad 12’ Türpitz 20’, 77’ (rig.) Frahn 58’ | Marcatori | 5’ Seydel |

| Arbitro: | Stark |

|                    |           |                         |
| Banović 82’ (rig.) | Marcatori | 48’ Frahn 68’ Danneberg |

| Arbitro: | Bläser |

|               |           |                |
| Fink 12’, 50’ | Marcatori | 72’ Eggersglüß |

| Arbitro: | Osmers |

|                          |           |  |
| Köpke 8’ Skarlatidis 82’ | Marcatori |  |

| Arbitro: | Kornblum |

|  |           |                             |
|  | Marcatori | 22’ Cincotta 67’, 70’ Frahn |

| Arbitro: | Kampka |

|                         |           |             |
| Frahn 42’ Steinmann 84’ | Marcatori | 76’ Willers |

| Arbitro: | Thomsen |

|  |           |          |
|  | Marcatori | 87’ Fink |

### Coppa di Germania
| Arbitro: | Sippel |

|  |           |                               |
|  | Marcatori | 25’ Aubameyang 82’ Mxit'aryan |

## Statistiche

### Statistiche di squadra
| Competizione      | Punti | In casa | In casa | In casa | In casa | In casa | In casa | In trasferta | In trasferta | In trasferta | In trasferta | In trasferta | In trasferta | Totale | Totale | Totale | Totale | Totale | Totale | DR |
| Competizione      | Punti | G       | V       | N       | P       | Gf      | Gs      | G            | V            | N            | P            | Gf           | Gs           | G      | V      | N      | P      | Gf     | Gs     | DR |
| ----------------- | ----- | ------- | ------- | ------- | ------- | ------- | ------- | ------------ | ------------ | ------------ | ------------ | ------------ | ------------ | ------ | ------ | ------ | ------ | ------ | ------ | -- |
| 3. Liga           | 55    | 19      | 10      | 5       | 4       | 33      | 19      | 19           | 5            | 5            | 9            | 19           | 27           | 38     | 15     | 10     | 13     | 52     | 46     | +6 |
| Coppa di Germania | -     | 1       | 0       | 0       | 1       | 0       | 2       | 0            | 0            | 0            | 0            | 0            | 0            | 1      | 0      | 0      | 1      | 0      | 2      | -2 |
| Totale            | 55    | 20      | 10      | 5       | 5       | 33      | 21      | 19           | 5            | 5            | 9            | 19           | 27           | 39     | 15     | 10     | 14     | 52     | 48     | +4 |

### Andamento in campionato
| Giornata  | 1 | 2  | 3 | 4 | 5 | 6 | 7 | 8  | 9  | 10 | 11 | 12 | 13 | 14 | 15 | 16 | 17 | 18 | 19 | 20 | 21 | 22 | 23 | 24 | 25 | 26 | 27 | 28 | 29 | 30 | 31 | 32 | 33 | 34 | 35 | 36 | 37 | 38 |
| --------- | - | -- | - | - | - | - | - | -- | -- | -- | -- | -- | -- | -- | -- | -- | -- | -- | -- | -- | -- | -- | -- | -- | -- | -- | -- | -- | -- | -- | -- | -- | -- | -- | -- | -- | -- | -- |
| Luogo     | T | C  | T | C | T | C | T | C  | T  | C  | T  | C  | T  | C  | T  | C  | C  | T  | C  | C  | T  | C  | T  | C  | T  | C  | T  | C  | T  | C  | T  | C  | T  | C  | T  | T  | C  | T  |
| Risultato | N | N  | V | V | P | V | P | P  | P  | V  | N  | N  | N  | V  | P  | P  | V  | P  | V  | N  | P  | V  | P  | N  | N  | N  | P  | P  | N  | P  | V  | V  | V  | V  | P  | V  | V  | V  |
| Posizione | 9 | 10 | 7 | 2 | 6 | 4 | 6 | 10 | 11 | 9  | 9  | 9  | 10 | 8  | 10 | 11 | 8  | 10 | 8  | 8  | 10 | 7  | 10 | 9  | 11 | 11 | 12 | 13 | 12 | 15 | 13 | 10 | 8  | 8  | 9  | 8  | 7  | 6  |

Legenda:

Luogo: C = Casa; T = Trasferta. Risultato: V = Vittoria; N = Pareggio; P = Sconfitta.

### Statistiche dei giocatori
| Giocatore       | 3. Liga  | 3. Liga | 3. Liga     | 3. Liga    | Coppa di Germania | Coppa di Germania | Coppa di Germania | Coppa di Germania | Totale   | Totale | Totale      | Totale     |
| Giocatore       | Presenze | Reti    | Ammonizioni | Espulsioni | Presenze          | Reti              | Ammonizioni       | Espulsioni        | Presenze | Reti   | Ammonizioni | Espulsioni |
| --------------- | -------- | ------- | ----------- | ---------- | ----------------- | ----------------- | ----------------- | ----------------- | -------- | ------ | ----------- | ---------- |
| D. Batz         | 2        | 0       | 0           | 0          | 0                 | 0                 | 0                 | 0                 | 2        | 0      | 0           | 0          |
| T. Baumgart     | 13       | 1       | 0           | 0          | 0                 | 0                 | 0                 | 0                 | 13       | 1      | 0           | 0          |
| A. Bittroff     | 17       | 0       | 5           | 0          | 0                 | 0                 | 0                 | 0                 | 17       | 0      | 5           | 0          |
| D. Breitfelder  | 0        | 0       | 0           | 0          | 0                 | 0                 | 0                 | 0                 | 0        | 0      | 0           | 0          |
| C. Cappek       | 11       | 0       | 2           | 0          | 1                 | 0                 | 0                 | 0                 | 12       | 0      | 2           | 0          |
| S. Cincotta     | 25       | 3       | 4           | 1          | 0                 | 0                 | 0                 | 0                 | 25       | 3      | 4           | 1          |
| K. Conrad       | 27       | 2       | 2           | 1          | 1                 | 0                 | 0                 | 0                 | 28       | 2      | 2           | 1          |
| T. Danneberg    | 34       | 6       | 4           | 0          | 1                 | 0                 | 1                 | 0                 | 35       | 6      | 5           | 0          |
| A. Dartsch      | 11       | 1       | 1           | 0          | 0                 | 0                 | 0                 | 0                 | 11       | 1      | 1           | 0          |
| J. Dem          | 35       | 3       | 8           | 0          | 1                 | 0                 | 0                 | 0                 | 36       | 3      | 8           | 0          |
| M. Endres       | 32       | 0       | 6           | 0          | 1                 | 0                 | 0                 | 0                 | 33       | 0      | 6           | 0          |
| M. Fenin        | 2        | 0       | 0           | 0          | 0                 | 0                 | 0                 | 0                 | 2        | 0      | 0           | 0          |
| A. Fink         | 35       | 15      | 2           | 0          | 1                 | 0                 | 0                 | 0                 | 36       | 15     | 2           | 0          |
| D. Frahn        | 15       | 8       | 1           | 1          | 0                 | 0                 | 0                 | 0                 | 15       | 8      | 1           | 1          |
| M. Gersbeck     | 5        | 0       | 0           | 0          | 0                 | 0                 | 0                 | 0                 | 5        | 0      | 0           | 0          |
| M. Hensel       | 0        | 0       | 0           | 0          | 0                 | 0                 | 0                 | 0                 | 0        | 0      | 0           | 0          |
| M. Kaffenberger | 13       | 1       | 4           | 0          | 0                 | 0                 | 0                 | 0                 | 13       | 1      | 4           | 0          |
| M. Kehl-Gómez   | 11       | 0       | 4           | 0          | 0                 | 0                 | 0                 | 0                 | 11       | 0      | 4           | 0          |
| J. Klauke       | 0        | 0       | 0           | 0          | 0                 | 0                 | 0                 | 0                 | 0        | 0      | 0           | 0          |
| J. Koch         | 5        | 0       | 1           | 0          | 0                 | 0                 | 0                 | 0                 | 5        | 0      | 1           | 0          |
| K. Kunz         | 31       | 0       | 0           | 2          | 1                 | 0                 | 0                 | 0                 | 32       | 0      | 0           | 2          |
| R. König        | 25       | 1       | 4           | 0          | 1                 | 0                 | 0                 | 0                 | 26       | 1      | 4           | 0          |
| F. Löning       | 13       | 2       | 3           | 0          | 1                 | 0                 | 0                 | 0                 | 14       | 2      | 3           | 0          |
| A. Nandzik      | 15       | 1       | 2           | 0          | 1                 | 0                 | 0                 | 0                 | 16       | 1      | 2           | 0          |
| R. Ofosu        | 16       | 1       | 4           | 0          | 1                 | 0                 | 0                 | 0                 | 17       | 1      | 4           | 0          |
| M. Rapp         | 1        | 0       | 0           | 0          | 0                 | 0                 | 0                 | 0                 | 1        | 0      | 0           | 0          |
| N. Röseler      | 32       | 0       | 2           | 0          | 1                 | 0                 | 0                 | 0                 | 33       | 0      | 2           | 0          |
| T. Scheffel     | 4        | 0       | 0           | 0          | 0                 | 0                 | 0                 | 0                 | 4        | 0      | 0           | 0          |
| M. Steinmann    | 16       | 1       | 3           | 0          | 1                 | 0                 | 0                 | 0                 | 17       | 1      | 3           | 0          |
| F. Stenzel      | 30       | 0       | 4           | 0          | 1                 | 0                 | 0                 | 0                 | 31       | 0      | 4           | 0          |
| K. Tittel       | 1        | 0       | 0           | 0          | 0                 | 0                 | 0                 | 0                 | 1        | 0      | 0           | 0          |
| P. Türpitz      | 29       | 4       | 2           | 1          | 0                 | 0                 | 0                 | 0                 | 29       | 4      | 2           | 1          |
| E. Uzoma        | 10       | 0       | 0           | 0          | 0                 | 0                 | 0                 | 0                 | 10       | 0      | 0           | 0          |
| T. Çeçen        | 8        | 0       | 0           | 0          | 0                 | 0                 | 0                 | 0                 | 8        | 0      | 0           | 0          |